# Det bli'r i familien Addams
Det bli'r i familien Addams (engelsk: Addams Family Values) er en amerikansk film fra 1993 og den blev instrueret af Barry Sonnenfeld.

## Medvirkende
- Anjelica Huston som Morticia Addams
- Raúl Juliá som Gomez Addams
- Christopher Lloyd som Fester Addams
- Joan Cusack som Debbie Jellinsky
- Christina Ricci som Wednesday Addams
- Carel Struycken – Lurch
- Carol Kane som mormor
- Jimmy Workman som Pugsley Addams
- Kaitlyn Hooper og Kristen Hooper som Pubert Addams
- Barry Sonnenfeld som hr Glicker
- John Franklin - Cousin Itt
- Cynthia Nixon - Heather
- David Hyde Pierce - Lægen i fødestuen
- Peter Graves - ankermand